# Mikola Kasperovich
Mikola Ivánovich Kasperovich, en ucraniano: Мико́́ла Іва́нович Касперо́вич, (Lapin Rih, 1885 - Kiev, 7 de mayo de 1938) fue un pintor y restaurador ucraniano, representante del boichukismo.

## Vida
Mykola Kasperovych nació en Lapin Rih (Лапин Ріг), un pueblo en el uyezd de Kozelets del Imperio ruso, en lo que hoy es el óblast de Chernígov en Ucrania. Estudió entre 1901 y 1905 en la Academia de Artes e Industria de Moscú con Sergei Grigoryevich Stroganov y desde 1905 con Iulian Pankevich en la Academia de Artes de Cracovia, donde se graduó en 1909. Posteriormente se trasladó a París como alumno de Mijailo Boichuk, donde algunas de sus pinturas se exhibieron como parte de una exposición colectiva de estudiantes de Boichuk en el Salón de los Independientes en 1910.
Junto con Mijailo Boichuk viajó a Italia en 1910 y luego se estableció en Leópolis en 1911, donde estudió restauración de arte con Illarion Svienzitski en el Museo Nacional en 1912/13. En 1913, junto con Mijailo y Timofi Boichuk, restauró el iconostasio de la Iglesia de la Trinidad en Lemeshi, en la gobernación de Chernígov. Cuatro años más tarde, en 1917 se unió al taller de Boichuk en la Academia de Artes de Ucranaia.
De 1918 a 1920 enseñó dibujo y escultura en el Instituto de Arte Industrial y Cerámica Artística de Mýrhorod. En 1921 consiguió el título de maestro restaurador de arte y a partir de ese año comenzó a enseñar en la Academia Ucraniana de Artes. En 1924 fue nombrado director del estudio de restauración del Monasterio de las Cuevas de Kiev, que fue cerrado en 1926. De 1927 a 1930 trabajó como jefe del taller de restauración de la Comunidad de Museos de toda Ucrania en Kiev. También realizó trabajos de restauración en 1928 en el Museo de Historia y Arte de Járkov y de 1935 a 1937 en el Museo de Arte Ruso y en el Museo de Arte Occidental y Oriental de Kiev. En 1935 restauró el iconostasio de Vrúbel de la Iglesia de San Cirilo en Kiev.
El 3 de marzo de 1938 fue arrestado por el NKVD, acusado de actividad terrorista contrarrevolucionaria y ejecutado en Kiev el 7 de mayo de 1938. Tras la muerte de Stalin, fue rehabilitado como parte del proceso de desestalinización.

## Obra
Entre sus pinturas más conocidas están El creador del universo (1910) y Los patos (década de 1920). Algunas de sus obras se encuentran en el Museo Nacional de Leópolis y en las universidades de Filadelfia y Nueva Jersey.

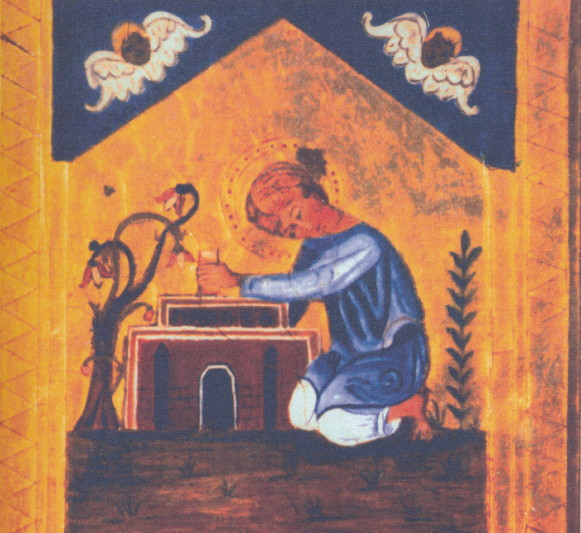
El creador del universo (1910)
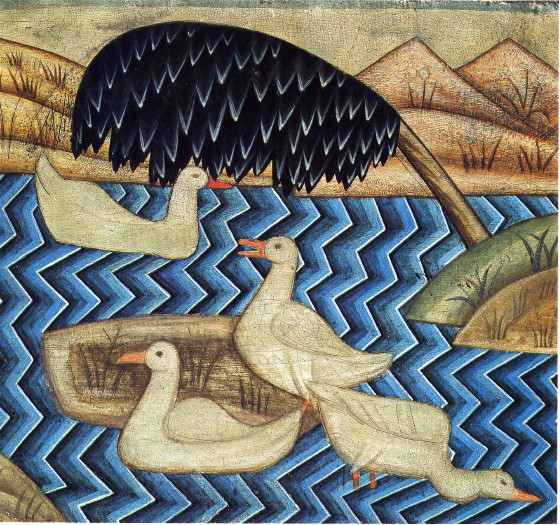
Los patos (década de 1920)